# 不思議の国のアリス (1933年の映画)
『不思議の国のアリス』（原題：Alice in Wonderland）は、1933年のアメリカ映画。原作はルイス・キャロルの同名小説であり、1903年版、1915年版に続いて3度目の映画化である。製作はパラマウント映画。

## キャスト
- シャーロット・ヘンリー
- ゲイリー・クーパー
- ケーリー・グラント
- リチャード・アーレン
- レオン・エロール
- ルイーズ・ファゼンダ
- フォード・スターリング
- スキーツ・ギャラガー

## スタッフ
- 監督：ノーマン・Z・マクロード
- 脚本：ジョーゼフ・L・マンキーウィッツ、ウィリアム・キャメロン・メンジース
- 音楽：ディミトリ・ティオムキン
- 特殊効果：ゴードン・ジェニングス、ファーシオット・エドワード
- 衣装：ウォーリー・ウェストモア、ニュート・ジョーンズ